# Генерал-полковник войск связи
Генерал-полковник войск связи — воинское звание высшего офицерского состава артиллерии в Вооружённых Силах СССР в 1940—1984 гг.

## История
Установлено Указом Президиума Верховного Совета СССР от 7 мая 1940 г. «Об установлении воинских званий высшего командного состава Красной Армии».
Отменено Указом Президиума Верховного Совета СССР от 26 апреля 1984 г. № 89-XI «О воинских званиях офицерского состава Вооруженных Сил СССР». После отмены воинского звания генерал-полковники войск связи стали считаться состоящими в воинском звании генерал-полковник.

## Список генерал-полковников войск связи
В скобках после имени указана дата присвоения воинского звания.
1. Белов, Андрей Иванович (27.07.1970[2])
2. Борисов, Александр Петрович (05.05.1976)
3. Булычёв, Иван Тимофеевич (27.06.1945)
4. Королёв, Иван Фёдорович (01.07.1945)
5. Леонов, Алексей Иванович (29.05.1945[3])
6. Павлов, Юрий Александрович (17.02.1982)
7. Пересыпкин, Иван Терентьевич (31.03.1943[4])
8. Попов, Николай Гаврилович (01.11.1980)
9. Псурцев, Николай Демьянович (20.04.1945)
10. Фролов, Александр Александрович (19.02.1968)